# Vratko Nemanjić
Vratko Nemanjić, u epskoj narodnoj poeziji poznatiji kao Jug Bogdan, je bio srpski vojvoda, župan i knez iz sredine 14. stoljeća. Podrijetlom je iz bočne grane Nemanjića, od Nemanjinog ((1166.) 1168. – 1196.) najstarijeg sina Vukana (1196. – 1208.), čiji je bio praunuk, a njegova kći Milica se oko 1353. godine udala za Lazara Hrebeljanovića (1371. – 1389.) Poznatiji je iz epskih narodnih pjesama pretkosovskog i kosovskog ciklusa, u kome je sa svojih devet sinova Jugovića, jedna od vodećih ličnosti. Sahranjen je u zadužbini svoga djeda Dmitra Nemanjića, manastiru Davidovici kod Brodareva, dok je prema narodnoj tradiciji iz pjesme „Smrt majke Jugovića“, poginuo u Kosovskom boju 1389. godine. Lokalni toponimi u i oko samog Prokuplja na Toplici, ukazuju na to da je epski Jug Bogdan vladao tim krajem, što je prikazano i na grbu grada. Pored toga, spominje se i kao jedan od likova u povijesnoj tragediji Stefana Stefanovića iz 1825. godine „Smrt Uroša V“, srdar Jug Bogdan.

## Vanjske poveznice
- Dveri srpske: Jug Bogdan, Jugovići, Kneginja Milica  Arhivirana inačica izvorne stranice od 14. ožujka 2009. (Wayback Machine)